# Bezdenica
Bezdenica (bułg. Безденица) – wieś w Bułgarii, w obwodzie Montana, w gminie Montana. Według danych szacunkowych Ujednoliconego Systemu Ewidencji Ludności oraz Usług Administracyjnych dla Ludności, 15 września 2023 roku miejscowość liczyła 345 mieszkańców.

## Osoby związane z miejscowością

### Urodzeni
- Iwan Krystew (1938) – bułgarski polityk